# Laindon
Laindon – miasto w południowo-wschodniej Anglii, w hrabstwie Essex, w dystrykcie Basildon. Leży 19 km na południe od miasta Chelmsford i 39 km na wschód od Londynu. Laindon zostało wspomniane w Domesday Book (1086) jako Legendunda/Leiendina.
Znajduje się tu siedziba oraz centrum rozwojowo-badawcze brytyjskiej filii koncernu motoryzacyjnego Ford Motor Company (Ford of Britain).